# Blackalicious
Blackalicious è un duo underground hip hop statunitense, composto dal rapper Gift of Gab e dal DJ Chief Xcel, noti per il loro approccio intelligente con la musica hip hop; dopo il loro debutto nel 1999 con Nia, hanno pubblicato altri due album, che hanno ricavato un buon successo nella scena underground californiana.

## Storia del gruppo
Gift of Gab (all'anagrafe Timothy Parker, conosciuto anche come Tiny T) e Chief Xcel (nome d'arte di Xavier Mosley, poi IceSki) si incontrarono per la prima volta nel 1987 mentre frequentavano la "John F. Kennedy High School" di Sacramento (California). Dopo aver preso il diploma, Parker si trasferì a Los Angeles, ma continuò a tenersi in contatto con Mosley e la coppia si riunì nel 1992 a Davis. Chief Xcel aveva iniziato a lavorare con un gruppo chiamato Solesides, che tra i membri erano inclusi anche DJ Shadow, Lateef the Truthspeaker e Lyrics Born.
Parker e Mosley iniziarono a lavorare insieme con il nome Blackalicious ("musica nera buona", secondo Xcel) nel 1992 e pubblicarono il loro primo singolo, Swan Lake, nel 1994. La canzone fu un hit underground e portò i Blackalicious a pubblicare il loro primo EP, Melodica, nel 1995 con la Solesides.
Nel 1997 la SoleSides divenne Quannum Projects e nel 1999 i Blackalicious pubblicarono il loro secondo EP, A2G, che servì come promozione per il loro primo vero e proprio album, Nia. Questo fu seguito da un contratto con la casa discografica MCA Records e dalla pubblicazione del loro lavoro migliore, Blazing Arrow (2002), che portò il duo alla posizione numero 49 della Billboard 200.
Nel maggio del 2004 Gift of Gab pubblicò il suo primo album da solista, 4th Dimensional Rocketships Going Up mentre in settembre Chief Xcel pubblicò il mixtape The Underground Spiritual Game.
Il terzo album dei Blackalicious, The Craft, uscì il 27 settembre 2005.

## Discografia

### Album
- Nia (Mo' Wax / Quannum Projects, 1999)
- Blazing Arrow (MCA Records / Quannum Projects, 2002)
- The Craft (ANTI-, 2005)
- Imani, Vol. 1 (2015)

### EP
- Melodica (Solesides, 1995)
- A2G (Quannum Projects, 1999)

### Singoli
- "Swan Lake" / "Lyric Fathom" 12" (Solesides, 1994)
- "Deception" 12" (Quannum Projects, 1999)
- "If I May" / "Reanimation" 12" (Mo' Wax / Quannum Projects, 2002)
- "Paragraph President" / "Passion" 12" (MCA Records / Quannum Projects, 2001)
- "Make You Feel That Way" / "Sky Is Falling" 12" (MCA Records / Quannum Projects, 2002)
- "Your Move" / "My Pen And Pad" 12" (ANTI- / Quannum Projects, 2005)
- "Powers" (ANTI- / Quannum Projects, 2006)

### DVD
- 4/20: Live In Seattle (2006)